# Otto Braun
Otto Braun (Königsberg, 28 gennaio 1872 – Locarno, 14 dicembre 1955) è stato un politico tedesco.
Esponente di spicco della socialdemocrazia tedesca al tempo della Repubblica di Weimar, è stato per dodici anni quasi consecutivi alla guida della Prussia, nonché candidato a Reichspräsident per il suo partito alle elezioni del 1925.
Per la sua lunga leadership, fu soprannominato "lo Zar rosso di Prussia".

## Biografia
Originario di Königsberg, in Prussia Orientale, Braun divenne uno dei leader del Partito Socialdemocratico in quella Provincia, e nel 1913 fu eletto al Landtag prussiano. Dopo la rivoluzione di novembre, cui partecipò, nel 1919 fu eletto all'Assemblea nazionale di Weimar. L'anno successivo diventò ministro presidente di Prussia (Preußischer Ministerpräsident), ossia primo ministro, ufficio che ricoprì quasi ininterrottamente dal 1920 al 1932. Fu anche il candidato socialdemocratico al primo turno delle elezioni presidenziali del 1925, dove arrivò secondo. Al secondo turno, ritirò la sua candidatura per aiutare il candidato del Zentrum Wilhelm Marx contro Paul von Hindenburg, che non era presente al primo turno. Marx fu comunque sconfitto da Hindenburg.
Nel 1929 concluse il Concordato per la Prussia con la Santa Sede, rappresentata dall'allora nunzio apostolico a Berlino Eugenio Pacelli (che diventerà papa Pio XII). La coalizione di governo di Braun, uno dei bastioni più saldamente democratici della Repubblica di Weimar, si rivelò essere un ostacolo (per la forza e la dimensione del Land prussiano) alla deriva autoritaria in atto a livello federale, rimanendo in carica come opposizione sia al Partito Comunista sia al Partito Nazionalsocialista. Entrambi questi partiti cercarono, senza successo, di abbattere il governo Braun attraverso il plebiscito sullo scioglimento del Landtag prussiano del 9 agosto 1931. Poco prima delle elezioni federali del 31 luglio 1932, tuttavia, il governo Braun fu deposto con un colpo di Stato (Preußenschlag): il cancelliere del Reich Franz von Papen fece firmare a Hindenburg un decreto emergenziale che commissariava la Prussia a causa della presunta incapacità del governo di mantenere l'ordine pubblico. Papen stesso fu nominato commissario e dunque assunse il diretto controllo dell'amministrazione della Prussia: questa condizione era stata richiesta da Hitler per sostenere il governo Papen.
Poco dopo, l'ex generale Kurt von Schleicher (ministro federale della Difesa ed intimo del presidente Hindenburg) si preoccupò di fornire al cancelliere le "prove inconfutabili" che i membri del Landtag prussiano complottassero contro il governo del Reich in combutta con i comunisti. Questo fornì un pretesto a Papen per togliere di mezzo con la forza i riottosi ministri socialdemocratici prussiani che, benché calunniati, si rifiutavano di dimettersi di propria iniziativa, e proclamare la legge marziale anche a Berlino. Braun, comunque, rimase de jure primo ministro e continuò a rappresentare lo Stato libero di Prussia al Reichsrat fino al gennaio 1933, quando Papen gli subentrò anche formalmente. Il Preußenschlag fu in seguito dichiarato incostituzionale dalla Corte costituzionale tedesca (Staatsgerichtshof), ma il trasferimento di poteri verso Papen era già stato completato, pertanto la decisione della Corte non ebbe effetti.
L'11 aprile 1933 il gerarca nazista Hermann Göring assunse l'incarico di primo ministro prussiano e lo mantenne fino al 1945. Come oppositore del nazismo, però, Braun avevia già deciso di lasciare la Germania e, nel gennaio 1933, quando Adolf Hitler diventò Cancelliere, andò in esilio in Svizzera. Conclusasi la seconda guerra mondiale tentò, senza successo, di convincere gli Alleati a ricostituire il precedente governo democratico prussiano, ma la sua proposta venne rifiutata poiché era già stato deciso alla Conferenza di Potsdam di abolire lo Stato di Prussia e di dividerne la parte orientale fra Polonia ed Unione Sovietica. Braun morì in esilio a Locarno (o ad Ascona, secondo altre fonti) nel 1955.